# Agrupació de Supervivents de la Lleva del Biberó-41
L'Agrupació de Supervivents de la Lleva del Biberó-41 és una associació fundada el 1983 que agrupa els excombatents de la guerra civil espanyola pertanyents a la lleva republicana de 1941, coneguda popularment com la lleva del Biberó, uns 27.000 joves d'entre 17 i 18 anys que el 12 d'abril del 1938 van ser mobilitzats per la Segona República Espanyola a Catalunya i que tres mesos després van participar en la batalla de l'Ebre; també integra soldats de la mateixa generació que van fer la guerra amb l'exèrcit franquista.
Cada any organitza trobades al Monument a la Pau que han impulsat al Mirador de la serra de Pàndols (Terra Alta). El 1999 van rebre la Creu de Sant Jordi.